# Gloria Comerma
Glòria Comerma Broto (nacida en Tarrasa, Barcelona, España, 18 de abril de 1987) es una jugadora de hockey hierba española que juega en la posición de delantera. Actualmente juega con el Lovaina (Bélgica), siendo la jugadora que más goles ha aportado al equipo en los últimos años. Además, ha competido en 28 ocasiones representando a la selección española absoluta. Aparte de su carrera como jugadora de hockey, también le dedica tiempo a sacarse una carrera como publicista. Algunas de sus aficiones incluyen jugar a pádel y tenis, también le encanta estudiar y sobre todo leer libros, en concreto de aventuras.[cita requerida]

## Palmarés

### Con la selección española
- Segunda posición en la Copa del Mundo de Vienna 2007 (hockey sala)
- Cuarta posición en el Campeonato del Mundo Madrid 2006

### Con el Club Egara
- Campeona de Primera División Femenina (2006/07)
- Segunda posición en el Campeonato de Cataluña (2003/04)
- Tercera posición en el Campeonato de Cataluña (2002/03)

### Consideraciones personales
- Máxima goleadora del Campeonato de Cataluña (hockey sala) (2007/08)
- Máxima goleadora de la Primera División Femenina (2006/07)
- Mejor jugadora de la Copa de Europa Sub-16 en 2002
- Máxima goleadora de la Copa de Europa Sub-18 en 2004